# Horní Lhota u Ostravy
Horní Lhota (deutsch Oberellgoth, früher Ober Ellgoth) ist eine Gemeinde in Tschechien. Sie liegt 16 Kilometer westlich des Stadtzentrums von Ostrava und gehört zum Okres Ostrava-město.

## Geographie
Horní Lhota befindet sich im Niederen Gesenke am Fuße des Hügels Úhorky (404 m). Südlich liegt das Tal der Porůbka. Entlang der Porůbka führt die Überlandstraßenbahn von Ostrava-Vřesinská nach Zátiší.
Nachbarorte sind Josefovice im Norden, Velká Polom im Nordosten, Mlýnek im Osten, Dolní Lhota im Südosten, Zátiší und Čavisov im Süden, Kyjovice im Südwesten, Zálučí und Budišovice im Westen sowie Hrabyně im Nordwesten.

## Geschichte
Die erste schriftliche Erwähnung des Dorfes erfolgte 1441 zusammen mit Budišovic als Teil der Herrschaft Hrabyně. 1619 erwarben die Praschma von Bilkau das Dorf und schlossen es an die Herrschaft Velká Polom an. Unter den Grafen Vlček von Dobrá Zemice wurde Ober Ellgoth zum Ende des 17. Jahrhunderts der Herrschaft Königsberg zugeschlagen und blieb ihr bis zur Aufhebung der Patrimonialherrschaften  untertänig.
Ab 1850 bildete Ober Ellgoth / Horní Lhota eine Gemeinde im Bezirk Troppau. 1896 wurde das Dorf dem Bezirk Wagstadt zugeordnet. 1926 nahm im Tal der Porůbka die Lokalbahn von Svinov nach Kyjovice-Budišovice den Verkehr auf, an der Horní Lhota einen Bahnhof erhielt. In dem Dorf lebten im Jahre 1930 537 Menschen, 1939 waren 579.
Infolge des Münchner Abkommens wurde Horní Lhota am 1. Oktober 1938 dem Deutschen Reich zugeschlagen und gehörte bis 1945 als Oberellgoth zum Landkreis Wagstadt. Nach dem Zweiten Weltkrieg kam Horní Lhota zur Tschechoslowakei zurück.
Im Zuge der Gebietsreform von 1960 erfolgte die Auflösung des Okres Bílovec, Horní Lhota kam mit Beginn des Jahres 1961 zum Okres Opava. 1982 wurde Horní Lhota nach Velká Polom eingemeindet. 1990 entstand die Gemeinde Horní Lhota wieder. Seit dem 1. Jänner 2007 gehört sie zum Okres Ostrava-město. Das Dorf besteht aus 170 Häusern.

## Ortsgliederung
Für die Gemeinde Horní Lhota sind keine Ortsteile ausgewiesen. Zu Horní Lhota gehört die Einschicht Stará pila und die Ferienhaussiedlung Zátiší.

## Sehenswürdigkeiten
- Kapelle in Horní Lhota
- Kapelle im Tal der Porůbka in Zátiší
- hölzerne Chaluppe

## Söhne und Töchter der Gemeinde
- Ludvík Drastich (1887–1961), Biologe und Physiologe